# Maceió
Maceió je grad u Brazilu. Nalazi se u saveznoj državi Alagoas.

## Stanovništvo
Prema procjeni iz 2007. u gradu je živjelo 874.014 stanovnika.
| 1991.   | 2000.   |
| ------- | ------- |
| 629.041 | 797.759 |

## Vanjske poveznice
- turismomaceio.com.br  Arhivirana inačica izvorne stranice od 13. svibnja 2008. (Wayback Machine)